# Weng Kangqiang
Weng Kangqiang, född 4 maj 1959, är en friidrottare från Kina. Han deltog vid olympiska sommarspelen 1984.